# Elaphoidella montenegrina
Elaphoidella montenegrina is een eenoogkreeftjessoort uit de familie van de Canthocamptidae. De wetenschappelijke naam van de soort is voor het eerst geldig gepubliceerd in 1997 door Karanovic.